# Witimplateau
Das Witimplateau (russisch Витимское плоскогорье/Witimskoje ploskogorje) in der Republik Burjatien, Sibirien, Russland (Asien) ist ein 1200 bis 1600 m hohes Hochland der Südsibirischen Gebirge.
Das 200 bis 350 km östlich des Baikalsees gelegene Witimplateau liegt südlich des Stanowoihochlands, nördlich des Jablonowygebirges und östlich des Ikat-Gebirges. Der im Hochland durch den Zusammenfluss von Tschina und Witimkan entstehende Lena-Nebenfluss Witim durchfließt es und nimmt darin unter anderem die durch den See Baunt verlaufende Zipa mit ihrem auch durch das Plateau fließenden Zufluss Zipikan auf. In dem Hochland befindet sich ein Vulkanfeld mit Schlackenkegeln, die bis vor 810.000 Jahren aktiv waren.
Im kaum besiedelten Witimplateau liegt das Dorf Romanowka, das sich am Fluss Witim und am Abzweig der Regionalstraße R437 (führt als Stichstraße durch das Hochland nach Bagdarin) von der R436 (verläuft von Ulan-Ude durch Sosnowo-Oserskoje und Romanowka nach Tschita) befindet.